# Гайлана
Гайлана (Гейлана; лат. Gailana; умерла не ранее 689) — супруга правителя Вюрцбургского герцогства (населённых тюрингами областей Франконии) Гозберта.

## Биография
Основными нарративными источниками о Гайлане являются написанное около 840 года «Мученичество Килиана» (лат. Passio Kiliani) и другие средневековые агиографические сочинения об этом святом.
Происхождение Гайланы неизвестно. Сначала она была женой старшего сына правителя тюрингов Хедена I, но когда её муж умер, она по местным обычаям стала супругой его брата Гозберта. В этом браке родился сын Хеден II. Герцог Хеден I погиб в 687 году, после чего Гозберт унаследовал власть над Вюрцбургским герцогством.
Вскоре после того к тюрингам прибыли христианские проповедники Килиан, Колман и Тотнан. Под их влиянием Гозберт и многие его подданные крестились, но Гайлана так и осталась ярой приверженницей язычества. Так как брак Гозберта с вдовой своего брата противоречил церковным канонам, Килиан потребовал от герцога покинуть супругу. По одним данным, тот согласился это сделать, по другим, отказался даже несмотря на своё крещение. Всё возраставшие притязания Килиана на контроль за жизнью придворных вызвали среди тех ненависть к святому. Когда в 689 году Гозберт ушёл в военный поход, несколько знатных лиц во главе с Гайланой наняли убийцу. Тот ночью напал на Килиана, убил двух его спутников, а самого епископа обезглавил. Когда Гозберт возвратился из похода и спросил о Килиане, Гайлана ответила, что не знает, где тот. Однако уже вскоре всех виновных в гибели святого постигла Божья кара: и убийца Килиана, и Гайлана сошли с ума, при этом первый из них во время очередного припадка растерзал сам себя. Так описываются события в «Мученичестве Килиана». В противоположность этому в мартирологе Рабана Мавра заказчиком убийства Килиана назван сам герцог Гозберт.
В «Мученичестве Килиана» сообщается, что Гайлана до самой смерти так и продолжала страдать сумасшествием. Когда она умерла, неизвестно. Гозберт же погиб вскоре после Килиана: его убил язычник-сакс. После его смерти власть над франконскими тюрингами должен был получить Хеден II. Однако он должен был бежать, спасаясь от преследований язычников, и только через несколько лет смог утвердиться во владениях своего отца.